# Чарлстаун (Њу Хемпшир)
Чарлстаун (енгл. Charlestown) насељено је место без административног статуса у америчкој савезној држави Њу Хемпшир.

## Демографија
По попису из 2010. године број становника је 1.152, што је 7 (0,6%) становника више него 2000. године.
| Група             | 2000.         | 2010.         |
| Белци             | 1.124 (98,2%) | 1.114 (96,7%) |
| Афроамериканци    | 0 (0,0%)      | 1 (0,1%)      |
| Азијати           | 3 (0,3%)      | 5 (0,4%)      |
| Хиспаноамериканци | 9 (0,8%)      | 12 (1,0%)     |
| Укупно            | 1.145         | 1.152         |